# Monald Straube
Monald Straube (? – 1729) byl františkán a teolog působící ve Slezsku náležejícím tehdy do české františkánské provincie sv. Václava. Vyučoval řádové kleriky a mladé kněze na klášterních řádových studiích. Jako i ostatní františkáni zřejmě nejprve přednášel filozofii. Jako lektor teologie je následně doložen v lednu 1717 ve Vratislavi, kdy si blíže neznámý student zaznamenal pod jeho vedením moralistický „traktát“, snad učební příručku: Tractatus de actibus humanis. Bratr Monald zemřel 26. února 1729 v Opavě.